# Eiszeitalter

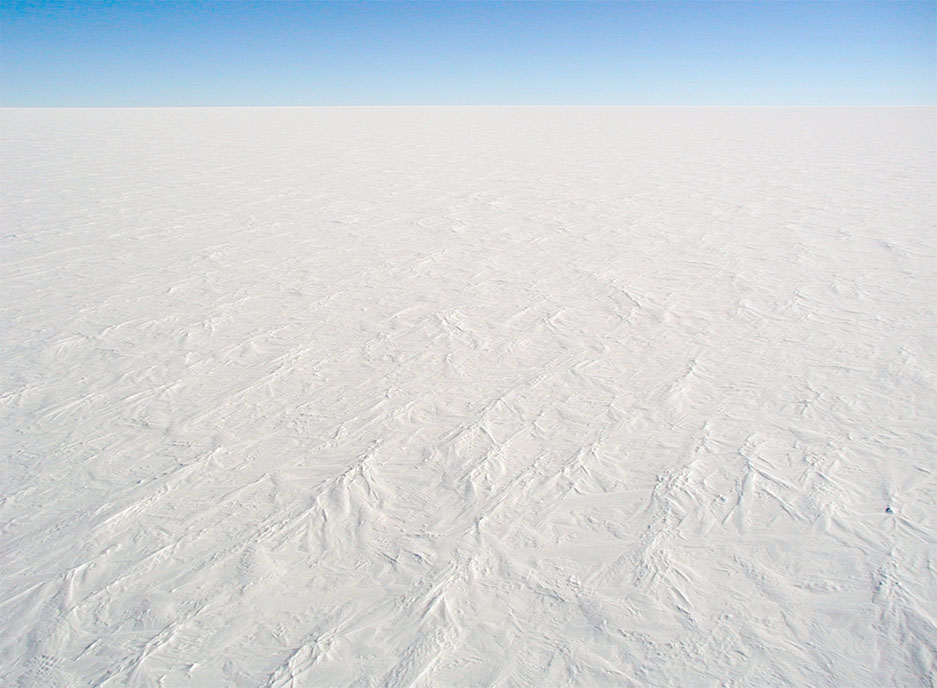
Eisschild der Antarktis

Ein Eiszeitalter ist ein Abschnitt der Erdgeschichte, in dem die Festlandsbereiche mindestens einer Polarregion vergletschert beziehungsweise von Eisschilden bedeckt sind. Nach einer anderen, enger gefassten und weniger gebräuchlichen Definition wird der Begriff Eiszeitalter erst dann verwendet, wenn sowohl auf der Nordhalbkugel als auch auf der südlichen Hemisphäre ausgedehnte Vergletscherungen auftreten.
Nach der ersten Definition befindet sich die Erde seit rund 34 Millionen Jahren im Känozoischen Eiszeitalter, da seit dieser Zeit die Antarktis vergletschert ist. Nach der zweiten Definition begann das derzeitige Eiszeitalter erst vor etwa 2,7 Millionen Jahren, seit auch die Arktis dauerhaft und in größerem Umfang mit Eis bedeckt ist. Dieser Zeitraum entspricht annähernd dem geologischen Zeitabschnitt des Quartärs.
Neben einer nicht genau zu bestimmenden Anzahl kürzerer Vereisungsperioden sind aus der Erdgeschichte sechs Eiszeitalter bekannt, von denen jedes mehrere Millionen Jahre umfasste. Dazwischen lagen unterschiedlich lange Zeiträume mit mehr oder minder stark ausgeprägtem Warmklima.

## Eiszeit und Eiszeitalter

Schematische Gliederung des Weltklimas und somit auch eines Eiszeitalters

Der Begriff Eiszeit hat eine historische Entwicklung durchlaufen, die bis heute zu Verwirrungen führt. Ursprünglich wurde er 1837 von dem deutschen Naturforscher Karl Friedrich Schimper eingeführt und im damaligen Sprachgebrauch auch Weltwinter genannt. Er bezog sich dabei zunächst auf das gesamte Quartär. Nach der Entdeckung mehrerer sich abwechselnder Warm- und Kaltzeiten wurde das Wort einerseits weiterhin für das gesamte Eiszeitalter verwendet und andererseits als Bezeichnung für die einzelnen Kaltzeiten (Glaziale). Heute ist in der Umgangssprache mit „Eiszeit“ in der Regel eine Kaltzeit (ein Glazial) gemeint, während dies in der Fachsprache vermieden wird. Einige fachsprachliche Publikationen verwenden den Begriff „Eiszeit“ mit der Bedeutung Eiszeitalter, zum Beispiel Sturtische Eiszeit.
Ein Eiszeitalter umfasst sowohl die Kaltzeiten als auch die dazwischenliegenden Warmzeiten (Interglaziale). Eine weitere Unterteilung erfolgt dabei auf Grundlage der Begriffe Stadial und Interstadial. Als Stadial wird eine Kältephase während eines Glazials oder Interglazials bezeichnet (meist verbunden mit einer Zunahme der Eisbedeckung), während ein Interstadial als relativ kurze Warmphase zwischen zwei Stadialen innerhalb eines Glazials definiert wird (siehe zum Beispiel Alleröd-Interstadial). Die Unterteilung in Stadial/Interstadial wird vor allem bei jüngeren Vereisungsphasen angewendet, weiter zurückliegende Kaltzeiten sind dazu weniger geeignet, da mit zunehmendem Zeitabstand eine Feinauflösung der jeweiligen Epochen nicht mehr uneingeschränkt möglich ist.
Das jüngste, bis in die Gegenwart reichende Känozoische Eiszeitalter begann vor rund 34 Millionen Jahren mit der Vereisung der antarktischen Regionen und umfasst die chronostratigraphischen Serien Oligozän, Miozän, Pliozän, Pleistozän und Holozän (und somit das gesamte chronostratigraphische System Quartär). Die letzte Kaltzeit (im Alpenraum Würm-Kaltzeit, in Norddeutschland/Nordeuropa Weichsel-Kaltzeit) ging vor etwa 11.700 Jahren zu Ende. Somit stellt die Serie des Holozäns, in welchem sich die Menschheit gerade befindet, lediglich eine Warmzeit innerhalb des Känozoischen Eiszeitalters dar. Unter den Bedingungen des derzeitigen Klimazustands werden also wahrscheinlich auch in der Zukunft weitere Kaltzeitzyklen auftreten. Der seit dem Klimaoptimum des Holozäns herrschende Abkühlungstrend von ca. 0,12 K pro Jahrtausend gilt als Vorbote einer erneuten Kaltzeit. Allerdings könnte diese Entwicklung durch die menschliche (anthropogene) Beeinflussung des Klimasystems signifikant verändert werden.

## Die Eiszeitalter der Erdgeschichte

### Historischer Überblick
Die systematische Untersuchung natürlicher Klimazyklen begann in der ersten Hälfte des 19. Jahrhunderts mit der allmählichen Rekonstruktion der quartären Kaltzeiten. Zwar äußerten bereits um 1750 einzelne Naturforscher die Vermutung, dass Mittel- und Nordeuropa in der Vergangenheit ein Schauplatz umfangreicher Vereisungsprozesse gewesen sein mussten, doch fanden ihre Ideen zunächst wenig Gehör. Die Möglichkeit weiträumiger Vergletscherungen infolge eines eiszeitlich geprägten Klimas war eine zu revolutionäre Idee, um von der Wissenschaft akzeptiert zu werden. Gegen den damals fest verwurzelten Glauben an den biblischen Schöpfungsmythos mit der Sintflut als globale „Urkatastrophe“, der alle bekannten Ablagerungen einschließlich der Fossilien zugeschrieben wurden, konnte sich die Annahme einer urzeitlichen Epoche nur allmählich durchsetzen und gewann erst mit der Entwicklung der Geologie zur modernen Wissenschaft an Boden. Daraus resultierte die von heftigen Kontroversen begleitete Erkenntnis, dass die Frühzeit der Erde erheblich größere Zeiträume umfasste als die historisch belegte Menschheitsgeschichte.
Im Zuge intensiverer Forschungen fanden sich vor allem im Alpenvorland, in der norddeutschen Tiefebene oder in Skandinavien ungewöhnliche Relikte in Form von Moränen, Drumlins und erratischen Blöcken (Findlinge), die auf eine länger währende Vergletscherung hindeuteten. In den ersten Jahrzehnten des 19. Jahrhunderts entstand die anfangs noch grobe Einteilung der Erdgeschichte in verschiedene geologische Perioden. Im weiteren Verlauf erfolgte die Einordnung dieser Perioden in die geologische Zeitskala, wenngleich die wahren zeitlichen Dimensionen auf Grund unzureichender geochronologischer Analyseverfahren noch stark unterschätzt wurden. Zudem entstanden die ersten wissenschaftlichen Beschreibungen vorzeitlicher Lebensräume einschließlich ihrer klimatischen Bedingungen. Bis zur Mitte des 19. Jahrhunderts hatten die inzwischen zahlreicher gewordenen Befürworter der Eiszeittheorie so viele Belege und „Klimazeugen“ für die Existenz einer früheren Kaltzeit gesammelt, dass es allmählich schwieriger wurde, die vorgebrachten Argumente zu ignorieren. Als einer der unermüdlichsten Exponenten warb der Schweizer Louis Agassiz für die wissenschaftliche Akzeptanz des Eiszeitgedankens. Auf zahlreichen Reisen, verbunden mit Vorträgen vor akademischem Publikum, sowie durch die Veröffentlichung mehrerer Bücher trug er entscheidend zur Popularisierung dieser Erkenntnisse bei. Weitere Pioniere der frühen Quartärforschung waren unter anderen Johann von Charpentier und Ignaz Venetz, die etwa ab 1830 ein zunehmend differenziertes Bild des Eiszeitklimas und der damit verbundenen Prozesse zeichneten. Ungefähr zur selben Zeit erhielt das Eiszeitmodell eine zusätzliche Bestätigung durch die Entdeckung sehr alter Gletscherschliffe in Afrika, Australien und Indien, die nach heutigem Kenntnisstand der Permokarbonen Vereisung vor etwa 300 Millionen Jahren zugeschrieben werden.

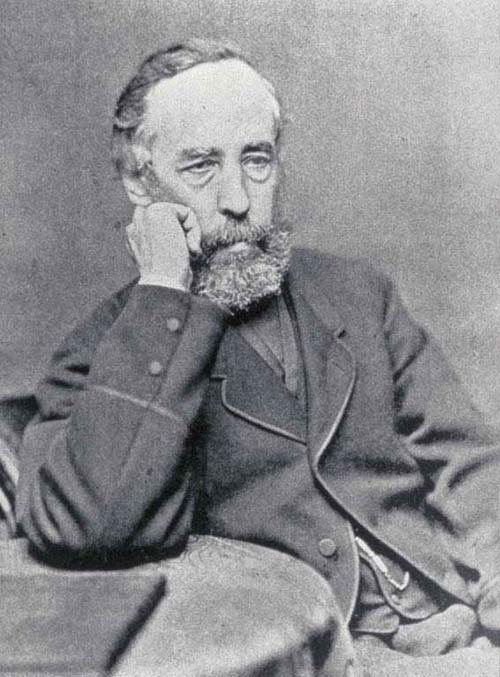
Porträtfotografie von James Croll (1821–1890)

Ebenfalls im frühen 19. Jahrhundert wurde über verschiedene astronomische Ursachen der Eiszeiten spekuliert. So veröffentlichte der dänische Geologe Jens Esmark im Jahr 1824 die Hypothese, dass die Umlaufbahn der Erde um die Sonne in der Urzeit stark exzentrisch gewesen sei und der eines periodisch wiederkehrenden Kometen geähnelt habe. In den 1830er Jahren vermutete der französische Mathematiker Siméon Denis Poisson auf der Grundlage der damals vorherrschenden Äthertheorie eine Unterteilung des Weltalls in wärmere und kältere Regionen, durch die sich das Sonnensystem im Laufe längerer Zeitabschnitte bewegte. Die erste fundierte und gut begründete Eiszeittheorie formulierte der schottische Naturforscher James Croll. Sich auf die Berechnungen des Mathematikers Joseph-Alphonse Adhémar und des Astronomen Urbain Le Verrier stützend, vertrat er 1864 in einer Aufsehen erregenden Arbeit im Philosophical Magazine den Gedanken, dass Veränderungen der Erdumlaufbahn in Verbindung mit einer starken Eis-Albedo-Rückkopplung die Entstehung der Eiszeiten verursacht haben könnten. Etwa ab 1870 wurde die Möglichkeit kosmischer beziehungsweise solarer Einflüsse auf das irdische Klima auf breiterer Basis wissenschaftlich diskutiert. Der wissenschaftliche Diskurs beeinflusste eine Reihe von weiteren Forschungstätigkeiten. Inspiriert von Crolls Theorie untersuchte der Geologe James Geikie die Glazialablagerungen in Schottland und kam in seinem Buch, „The Great Ice Age and its relation to the Antiquity of Man“ (1874), zu dem Ergebnis, dass es mehrere Eiszeiten mit dazwischenliegenden Interglazialperioden gegeben habe. Von 1887 bis 1890 untersuchte der Geologe und Geograph Albrecht Penck gemeinsam mit August von Böhm und Eduard Brückner die Vergletscherung der österreichischen Alpenländer und dehnte seine Untersuchungen in den folgenden zwanzig Jahren auf das gesamte Alpengebiet aus. Vor dem Hintergrund von Crolls Theorie und Geikies Arbeiten in Schottland, entwickelten Penck und Brückner durch Untersuchungen der Höhen und der Verbreitung der Schotterterrassen im Alpenvorland ein drei- bzw. später (ab 1899) viergliedriges Schema. In ihrem Hauptwerk Die Alpen im Eiszeitalter (3 Bände, 1901–1909) gliederten sie ihre gesammelten morphostratigraphischen Beobachtungen in vier alpine Eiszeitalter, deren Namensgebung sich an voralpinen Flüssen orientierte. Die ältere Terminologie wurde unter Vermeidung des Begriffs „Eiszeit“ in die neuere Beschreibung von Kaltzeiten übernommen: Günz-Kaltzeit, Mindel-Kaltzeit, Riß-Kaltzeit und Würm-Kaltzeit.
Crolls Theorie wurde in der ersten Hälfte des 20. Jahrhunderts von Milutin Milanković und Wladimir Köppen mit konkreten Berechnungen gestützt. Das in jahrelanger Arbeit erstellte Erklärungsmodell berücksichtigt die Veränderungen der Erdbahn (von leicht elliptisch bis fast kreisförmig), die Neigung der Erdachse sowie das Kreiseln der Erde um ihre Rotationsachse (Präzession) und deren langperiodische Schwankungen über mehrere 10.000 Jahre. Bis in die 1970er Jahre glaubten allerdings nur wenige Geowissenschaftler, dass die Milanković-Zyklen eine (Mit-)Ursache für das Quartäre Eiszeitalter sein könnten. Der Umschwung begann 1976 mit der breit rezipierten „Pacemaker-Studie“ (gegenwärtig über 4000 Zitierungen) im Fachjournal Science (unter Mitwirkung bekannter Wissenschaftler wie John Imbrie und Nicholas Shackleton). Danach entwickelte sich die Theorie in modifizierter und erweiterter Form zum festen Bestandteil der Paläoklimatologie und wird häufig bei der Rekonstruktion der quartären Klimageschichte und zunehmend auch für die Analyse früherer geologischer Perioden herangezogen.
Zu Beginn des Jahrtausends wurde in einigen Hypothesen die Auffassung vertreten, dass auf der Skala der Erdgeschichte das Klima nicht nur von terrestrischen Faktoren, sondern auch von variierenden kosmischen Strahlungseinflüssen verändert worden war. Demnach sollen zum Beispiel die scheinbar regelmäßig auftretenden Kaltzeiten des Phanerozoikums mit ebenso regelmäßigen Spiralarmdurchgängen der Sonne und ihrer Heliosphäre korrelieren. Diese und ähnliche Annahmen (wie die Einbeziehung von Supernovae und Sternbildungsraten) führten zu kontroversen Diskussionen und wurden von der Wissenschaft großteils zurückhaltend aufgenommen.
In der aktuellen geowissenschaftlichen Fachliteratur bilden die postulierten kosmischen Effekte mit Ausnahme der Milanković-Zyklen und der sich über lange Zeiträume verändernden Solarkonstante ein wenig rezipiertes Nischenthema. Die aus der Klimageschichte überwiegend gut dokumentierten geophysikalischen, geologischen und biochemischen Komponenten gelten dabei in der Paläoklimatologie und den angrenzenden Fachdisziplinen als valide und ausreichende Forschungsgrundlage.

### Tabellarische Darstellung der verschiedenen Eiszeitalter
| Name                                                     | Beginn vor Mio. Jahren | Dauer in Mio. Jahren | Äon                                              | Ära                                              | Periode                                          |
| -------------------------------------------------------- | ---------------------- | -------------------- | ------------------------------------------------ | ------------------------------------------------ | ------------------------------------------------ |
| Paläoproterozoische Vereisung                            | 2400                   | 300                  | Protero- zoikum                                  | Paläoprotero- zoikum                             | Siderium, Rhyacium                               |
| Sturtische Eiszeit                                       | 717                    | 57                   | Protero- zoikum                                  | Neoprotero- zoikum                               | Cryogenium                                       |
| Marinoische Eiszeit                                      | 650                    | 18                   | Protero- zoikum                                  | Neoprotero- zoikum                               | Cryogenium                                       |
| Ordovizisches Eiszeitalter / auch Hirnantische Eiszeit1) | 460                    | 30                   | Phanero- zoikum                                  | Paläo- zoikum                                    | Ordovizium, Silur                                |
| Permokarbones Eiszeitalter / auch Karoo-Eiszeit          | 355 / 350              | 80 bis 100           | Phanero- zoikum                                  | Paläo- zoikum                                    | Karbon, Perm                                     |
| Känozoisches Eiszeitalter / Quartäres Eiszeitalter       | 34 2,6                 | bisher 34 bisher 2,6 | Phanero- zoikum                                  | Käno- zoikum                                     | Oligozän, Miozän, Pliozän, Quartär               |
| Auftreten insgesamt                                      | ab 2400                | rund 530             | etwa ein Fünftel der vergangenen 2500 Mio. Jahre | etwa ein Fünftel der vergangenen 2500 Mio. Jahre | etwa ein Fünftel der vergangenen 2500 Mio. Jahre |

### Paläoproterozoisches Eiszeitalter
Obwohl für das Archaikum (vor 4,0 bis 2,5 Milliarden Jahren) nur lückenhafte Proxyreihen zur Verfügung stehen, wird zumeist angenommen, dass während dieses Äons ein überwiegend warmes Klima herrschte. Allerdings existieren Hinweise auf eine Abkühlungsphase mit möglicherweise regionalen Vergletscherungen in Form des Pongola-Glazials vor 2,9 Milliarden Jahren, über dessen spezielle Charakteristik jedoch nur wenige gesicherte Erkenntnisse vorliegen. Wesentlich ausgeprägter verlief die vor 2,4 Milliarden Jahren einsetzende Paläoproterozoische Vereisung (auch Huronische Eiszeit), mit einer Dauer von 300 Millionen Jahren das längste Eiszeitalter der Erdgeschichte. Geologische Klimazeugen einschließlich paläomagnetischer Auswertungen aus Nordamerika, Skandinavien, Indien sowie im südlichen Afrika deuten auf einen globalen Kälteeinbruch mit einem länger andauernden Schneeball-Erde-Ereignis hin. Der für spätere Eiszeitalter typische Wechsel verschiedener Kalt- und Warmzeiten ist aufgrund des großen Zeitabstands schwer nachweisbar und mit großen Unsicherheiten behaftet. Breite Akzeptanz findet hingegen die Annahme, dass das Eiszeitklima im frühen Paläoproterozoikum eng mit der Großen Sauerstoffkatastrophe (in der Fachliteratur Great Oxigenation Event) verknüpft sein könnte.
Am Beginn des Paläoproterozoikums wies die irdische Atmosphäre eine relativ hohe Methankonzentration, aber nur geringe Spuren an freiem Sauerstoff auf. Zwar produzierten Cyanobakterien schon vor mehr als 3 Milliarden Jahren mittels der Oxygenen Photosynthese als „Abfallprodukt“ ihres Stoffwechsels große Mengen an O2, doch wurde dieser bei der Oxidation von organischen Verbindungen, Schwefelwasserstoff und zweiwertigen Eisen-Ionen Fe2+ in dreiwertige Eisen-Ionen Fe3+ vollständig verbraucht. Nach Abschluss dieser intensiven Oxidationsphase begann sich der Sauerstoff-Überschuss sowohl in der Atmosphäre als auch im Ozean anzureichern. Dieser Prozess führte in marinen Biotopen zum Massenaussterben anaerober Organismen, die der toxischen Wirkung des Sauerstoffs fast vollzählig zum Opfer fielen. In der Atmosphäre oxidierte der Sauerstoff mithilfe der UV-Strahlung den größten Teil des Methanvorkommens zu Kohlenstoffdioxid und Wasser. Da CO2 über ein erheblich geringeres Treibhauspotenzial als Methan verfügt, kam es im Anschluss zu einem raschen Klimawandel, und die Temperaturen verharrten für 300 Millionen Jahre auf einem eiszeitlichen Niveau.
Hauptursachen des Paläoproterozoischen Eiszeitalters
- Zusammenbruch der Methankonzentration: Der weitgehende Abbau der atmosphärischen Methanvorkommen aufgrund der oxidativen Wirkung des zunehmenden Sauerstoffgehalts führte zu einer deutlichen Abschwächung des Treibhauseffekts und damit zu einer Veränderung der Strahlungsbilanz.
- Schwächere Sonneneinstrahlung: Während ihrer Entwicklung als Hauptreihenstern wies die Sonne im frühen Paläoproterozoikum nur rund 85 Prozent ihrer gegenwärtigen Leuchtkraft auf. Dieses Strahlungsdefizit wurde durch die veränderte Zusammensetzung der Atmosphäre nicht mehr vollständig kompensiert und überführte den Planeten vom ursprünglichen warm-gemäßigten Klima in den Zustand einer globalen Vereisung.

### Die Vereisungsphasen im Neoproterozoikum

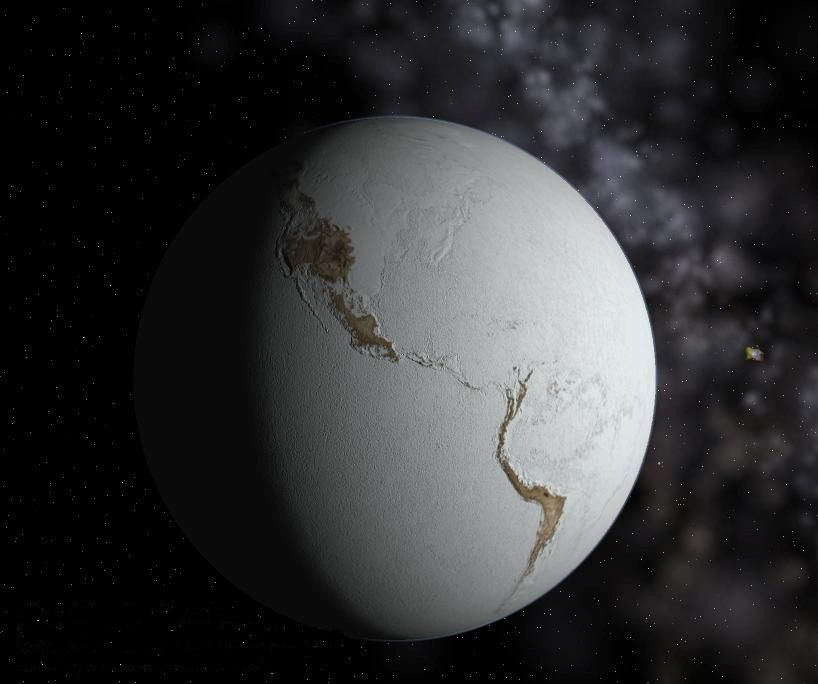
Fiktionale Darstellung eines Schneeball-Erde-Stadiums, wie im Neoproterozoikum, aber mit modernen Kontinenten

Nach dem Abklingen des Paläoproterozoischen Eiszeitalters begann eine aus heutiger Perspektive relativ ereignisarme Epoche, die in der Fachliteratur gelegentlich als „langweilige Milliarde“ (englisch The boring billion) bezeichnet wird. Diese Phase endete im Cryogenium vor mehr als 700 Millionen Jahren, als eine Serie rasch verlaufender plattentektonischer Prozesse mit zahlreichen geochemischen und klimatischen Turbulenzen wahrscheinlich zu einer mehrmaligen und fast völligen Vereisung der Erde bis in Äquatornähe führte. Das gehäufte Auftreten glazialer Relikte in niedrigen Breiten und auf allen Paläokontinenten führte zur Entwicklung der relativ jungen, auch außerhalb der Wissenschaft populären Schneeball-Erde-Hypothese, die seit den 1990er Jahren intensiv und zum Teil kontrovers diskutiert wird. Angaben zu Dauer, Anzahl und chronologischem Ablauf der Kaltzeit-Zyklen galten lange als spekulativ und basierten mitunter auf fragmentarisch belegten Rekonstruktionen. Inzwischen vermitteln jedoch neuere Arbeiten aufgrund der Anwendung präziser Datierungsmethoden ein genaueres Bild im Hinblick auf die zeitliche Einordnung der verschiedenen Glazialphasen (siehe obenstehende Tabelle). Das betrifft auch den Status der Kaigas-Eiszeit (740 mya) und der Gaskiers-Eiszeit (580 mya), die als regionale und zeitlich begrenzte Einschnitte identifiziert wurden.
Der Geophysiker und Klimatologe Raymond Pierrehumbert charakterisierte das Neoproterozoikum folgendermaßen: The Phanerozoic seems, by comparison, to be a rather quiescent place (deutsch: Das Phanerozoikum scheint dagegen ein eher ruhiger Ort zu sein). Tatsächlich war besonders das Cryogenium (720 bis 635 mya) aufgrund des Auseinanderbrechens des Superkontinents Rodinia ein permanenter geotektonischer Unruheherd. Vor 900 Millionen Jahren hatte Rodinia alle Landmassen in sich vereinigt und damit die maximale Ausdehnung erreicht. Bereits 100 Millionen Jahre später traten erste Zerfallserscheinungen auf: In Verbindung mit mehreren, lange aktiven Superplumes einschließlich der umfangreichen Freisetzung von Flutbasalten entstand an den Plattengrenzen eine Reihe von sich verbreiternden Grabenbrüchen (Riftings), die eine zunehmende Fragmentierung des Kontinents einleiteten. Auf diesen Zerfallsprozess folgte unmittelbar im Zuge der panafrikanischen Orogenese (ca. 600 mya) die Entstehung des neuen, aber nur „kurzlebigen“ Superkontinents Pannotia (auch Groß-Gondwana). Obwohl sich die einzelnen Theorien graduell unterscheiden, wird übereinstimmend angenommen, dass die globale Vereisung der Erde während der Sturtischen und der Marinoischen Eiszeit auf dem Zusammenwirken verschiedener geologischer und geochemischer Komponenten beruht.
Viele Detailfragen zu den exakten Vereisungsmechanismen und jenen Faktoren, die zur Wiedererwärmung führten, sind in der Wissenschaft bisher nur in Umrissen bekannt oder noch ungeklärt. Mit hinreichender Sicherheit kann während der Schneeball-Erde-Episoden eine selbstverstärkende Eis-Albedo-Rückkopplung vorausgesetzt werden, die eine weltweite Abkühlung auf mindestens −50 °C forciert hatte. Der natürliche Kohlenstoffzyklus kam auf diese Weise fast zum Erliegen, und in den Meeren sank die Biomasseproduktion auf ein Minimum. Dies änderte sich erst, als das ungenutzte atmosphärische Reservoir vulkanischer CO2-Emissionen einen extrem hohen Schwellenwert erreichte, der das Dauerfrost-Klima zum Kippen brachte und ein globales Tauwetter auslöste. Nach diesem Szenario verwandelte sich die Erde innerhalb von mehreren 10.000 Jahren von einem tiefgefrorenen „Schneeball“ unter chaotischen Umweltbedingungen (Starkregen, Wirbelstürme, Meeresspiegelanstieg um mehrere hundert Meter) für kurze Zeit in ein Supertreibhaus mit Temperaturen um 40 °C.
Hauptursachen der Vereisungsphasen im Neoproterozoikum
- Verschiedene Einflussfaktoren: Allgemein wird eine Kombination verschiedener geologischer und geochemischer Komponenten angenommen (unter anderem Plattentektonik, Superplume-Aktivitäten beziehungsweise Flutbasalt-Vulkanismus, umfangreiche Carbonat-Einlagerung, extrem rasch verlaufende Verwitterungsprozesse).

### Ordovizisches Eiszeitalter

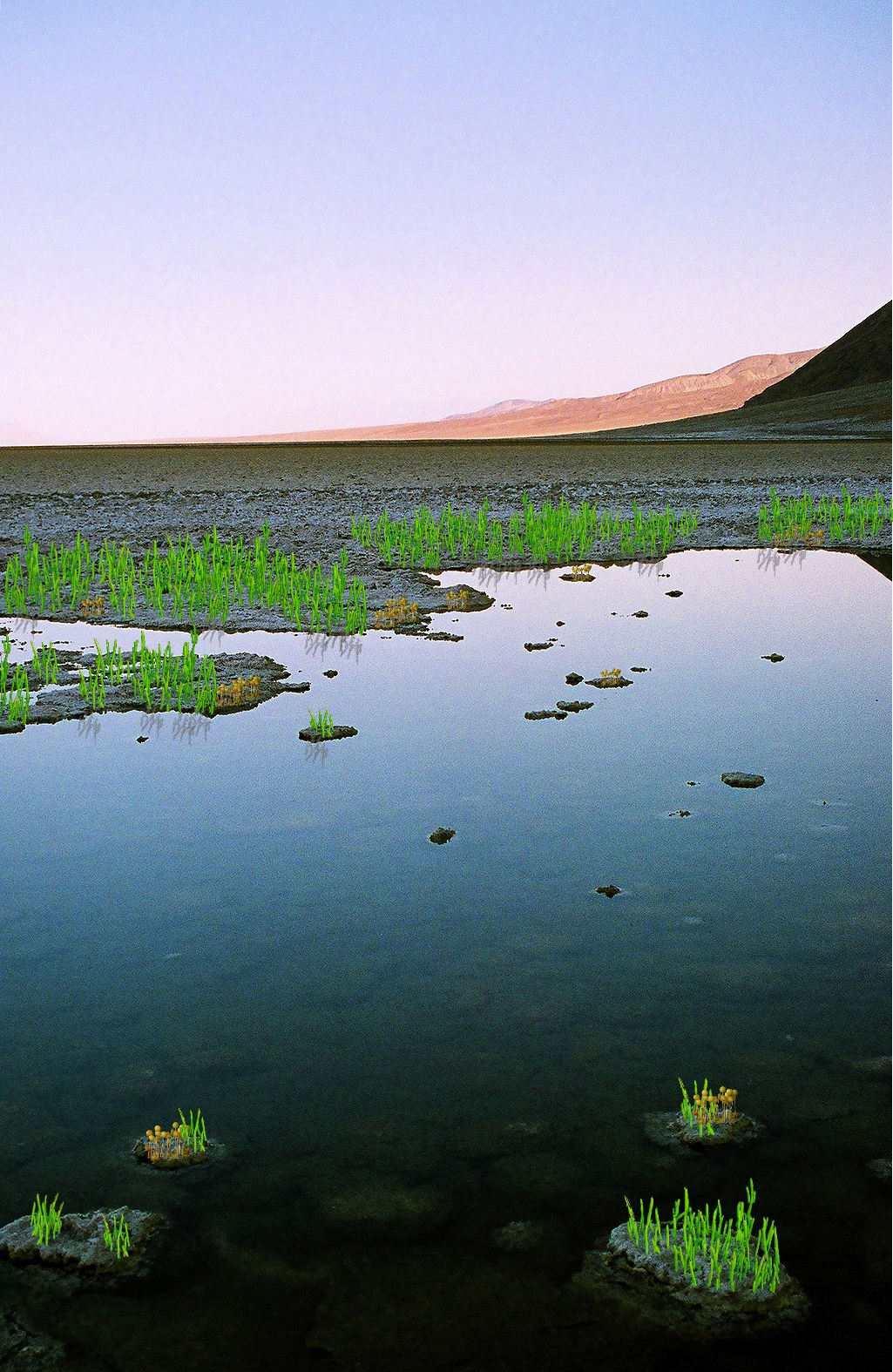
Im Ordovizium erfolgte die den Verwitterungseffekt verstärkende Ausbreitung von Landpflanzen.

Das Ordovizische Eiszeitalter (auch Anden-Sahara-Eiszeit oder Hirnantische Vereisung) begann vor rund 460 Millionen Jahren im Oberen Ordovizium und endete im frühen Silur vor 430 Millionen Jahren. Anhand eiszeitlicher Ablagerungen konnte die Bewegung des Großkontinents Gondwana über den Südpol in chronologischer Abfolge rekonstruiert werden. Der Kernbereich der Vereisung lag zu Beginn auf der Arabischen Platte beziehungsweise in der heutigen Sahara, wanderte dann über die damals durchgehende Landverbindung westwärts in Richtung Südamerika (Brasilien und unteres Amazonasgebiet) und weitete sich in abgeschwächter Form auf die Region der noch nicht existierenden Andenkette aus.
Die Fachliteratur der letzten Jahrzehnte verzeichnet im Hinblick auf Ursachen und Struktur des Ordovizischen Eiszeitalters eine Reihe unterschiedlicher und zum Teil widersprüchlicher Annahmen. Neuere Studien gehen davon aus, dass die für diese Epoche typischen CO2-Werte lange zu hoch angesetzt waren. Für das Mittlere Ordovizium wird heute – bei Ausschluss eines Treibhaus-Szenarios, aber vor dem Hintergrund einer allmählichen Abkühlung – eine Kohlenstoffdioxid-Konzentration unter 3000 ppm angenommen. Diese Entwicklung hängt ursächlich mit der Vegetationsausbreitung auf dem Festland zusammen. Wahrscheinlich erfolgte die Besiedelung der Kontinente durch moosartige Pflanzen (Bryophyten) und frühe Pilzformen bereits ab dem Mittleren Kambrium und setzte sich im Ordovizium verstärkt fort. Die dichter und umfangreicher werdende Pflanzendecke entwickelte sich dabei zu einem elementaren Klimafaktor, da sie erheblich zur beschleunigten chemischen Verwitterung der Erdoberfläche beitrug. Daraus resultierten eine Reduzierung des atmosphärischen Kohlenstoffdioxids und im Zusammenwirken mit anderen Faktoren eine weltweite Abkühlung. In einer 2019 veröffentlichten Studie wird angenommen, dass vor etwa 466 Millionen Jahren ein zwischen Mars und Jupiter kreisender, rund 150 km großer Asteroid durch eine Kollision mit einem anderen Himmelskörper vollständig zerstört und zum Teil pulverisiert wurde. Die dadurch entstandene interplanetare Staubwolke verteilte sich nach dieser Hypothese im inneren Sonnensystem und dämpfte die solare Einstrahlung auf der Erde, mit der Folgewirkung weltweit sinkender Temperaturen über einen Zeitraum von ungefähr zwei Millionen Jahren. Der zunächst moderat verlaufende Klimawandel könnte dabei nach Ansicht der Autoren den Anstoß für die Entstehung neuer Arten mit einer Zunahme der Biodiversität in ozeanischen Habitaten gegeben haben.
Ein abrupter Kälteeinbruch, vermutlich ausgelöst durch das Überschreiten eines Kipppunkts im Klimasystem und verbunden mit der raschen Ausdehnung von Meereisflächen und kontinentalen Eisschilden, ereignete sich während der letzten ordovizischen Stufe des Hirnantiums (445,2 bis 443,4 mya), wobei die Oberflächentemperatur äquatorialer Ozeane um 8 °C abnahm und die globale Durchschnittstemperatur von etwa 16 °C auf 11 °C bis 13 °C sank. Parallel dazu geschah eines der folgenschwersten Massenaussterben der Erdgeschichte, mit einem geschätzten Artenschwund bis 85 Prozent. In der Wissenschaft besteht größtenteils Einigkeit darüber, dass die biologische Krise auf einer Kombination verschiedener Faktoren beruhte, zu denen vermutlich auch ein starker Vulkanismus zählte. Ebenfalls im Hirnantium kam es zur Entstehung eines längeren, bis in das Silur reichenden Ozeanischen anoxischen Ereignisses (eventuell unterteilt in mehrere aufeinanderfolgende anoxische Phasen), das die marinen Lebensräume zusätzlich destabilisierte.
In letzter Zeit wird vermehrt die These vertreten, dass nicht das Glazialklima und die damit verbundene Absenkung des Meeresspiegels um mehr als 100 Meter (mit einem Schwund von Flachwasserbiotopen) den primären Aussterbefaktor darstellte, sondern dass gravierende geochemische Veränderungen zur Freisetzung von giftigen Schwermetallen wie Arsen, Blei oder Mangan führten und zudem eine weitgehende Reduzierung lebenswichtiger Spurenelemente bewirkten. Anhand von Mikrofossilien lässt sich zum fraglichen Zeitpunkt ein hohes Aufkommen fehlgebildeter Organismen nachweisen, die eine Kontaminierung durch toxische Substanzen nahelegen.
Hauptursachen des Ordovizischen Eiszeitalters
- Verwitterungseffekte: Die Ausbreitung umfangreicher Vegetationszonen während des Ordoviziums entzog den Böden eine Reihe von Elementen, woraus eine beschleunigte chemische Verwitterung der Erdoberfläche mit erhöhter Kohlenstoff-Einbindung resultierte.
- Kombination verschiedener Einflussfaktoren: Die im Vergleich zur Gegenwart schwächere Sonneneinstrahlung, die Vergletscherung der südpolaren Festlandsbereiche sowie die umfangreiche Ablagerung von organischem Kohlenstoff im Hirnantium aufgrund anoxischer Bedingungen in den Meeren summierten sich in ihrer Gesamtwirkung zu einem signifikanten Abkühlungsfaktor.[44]

### Permokarbones Eiszeitalter
Der Beginn und das genaue Ende des Permokarbonen Eiszeitalters (auch Karoo-Eiszeit) lassen sich nur unscharf eingrenzen. Bereits am Devon-Karbon-Übergang (358,9 mya) kam es mit dem Hangenberg-Ereignis zu einem Massenaussterben und zum Kollaps mehrerer Ökosysteme, verbunden mit Vergletscherungen in den südlichen und westlichen Regionen des Großkontinents Gondwana sowie einem Absinken des Meeresspiegels um etwa 100 Meter. Aufgrund der umfangreichen Einlagerung von organischem Kohlenstoff in Schwarzschieferhorizonte nahm die atmosphärische CO2-Konzentration während der oberdevonischen Krisenzeiten um rund 50 Prozent ab und lag im frühen Karbon bei maximal 1000 ppm. Der nach einer kurzen Erwärmungsphase einsetzende Abkühlungstrend im Mittleren Tournaisium, der ersten chronostratigraphischen Stufe des Karbons, wich deutlich vom Warmklima des Devons ab und führte möglicherweise dazu, dass sich im Unterkarbon vor 350 Millionen Jahren (unter kontinuierlicher Verringerung des Kohlenstoffdioxid-Gehalts) die Festlandsvereisung in der südlichen Hemisphäre bis zum 60. Breitengrad ausdehnte.
Eine Intensivierung der Kaltzeitbedingungen mit der Ausbreitung kontinentaler Eisschilde begann im Oberen Mississippium vor 325 Millionen Jahren und betraf weite Teile Gondwanas bis zum 40. südlichen Breitengrad, darunter die heutigen Regionen Südamerika, Südafrika, Antarktika und Australien. Diese vorwiegend eiszeitlich geprägte Umweltsituation blieb im gesamten Pennsylvanium (323,2 bis 298,9 mya) und darüber hinaus bis in das frühe Perm bestehen. Die Analyse von Gesteinskonglomeraten (Diamiktit) stützt die Annahme, dass zeitweilige Vergletscherungen während der Hauptphase des Eiszeitalters auch in höhergelegenen tropischen Regionen auftraten. In den letzten 10 bis 15 Millionen Jahren des Karbons wechselten in rascher Folge verschiedene Klimazustände, offenbar mitbeeinflusst von den zyklischen Veränderungen der Erdbahnparameter, mit ausgeprägten Schwankungen der CO2-Konzentration zwischen 150 und 700 ppm und entsprechenden Fluktuationen des Meeresspiegels (Glazialeustasie), überlagert von einem allmählich stärker werdenden Trend zur Aridifikation. Unter Berücksichtigung der damaligen, um etwa 2 bis 3 Prozent schwächeren Sonneneinstrahlung betrugen die globalen Durchschnittstemperaturen während einer Warmphase 12 bis 14 °C und lagen auf dem Höhepunkt einer Kaltzeit mindestens 5 °C darunter. Laut einer Studie von 2017 verringerte sich die CO2-Konzentration im frühesten Perm weiter und könnte für kurze Zeit auf ein Level um 100 ppm gesunken sein. Demnach rückte das Erdsystem in die Nähe jenes Kipppunkts, der den Planeten in den Klimazustand einer globalen Vereisung überführt hätte, vergleichbar mit den Schneeball-Erde-Ereignissen im Neoproterozoikum.

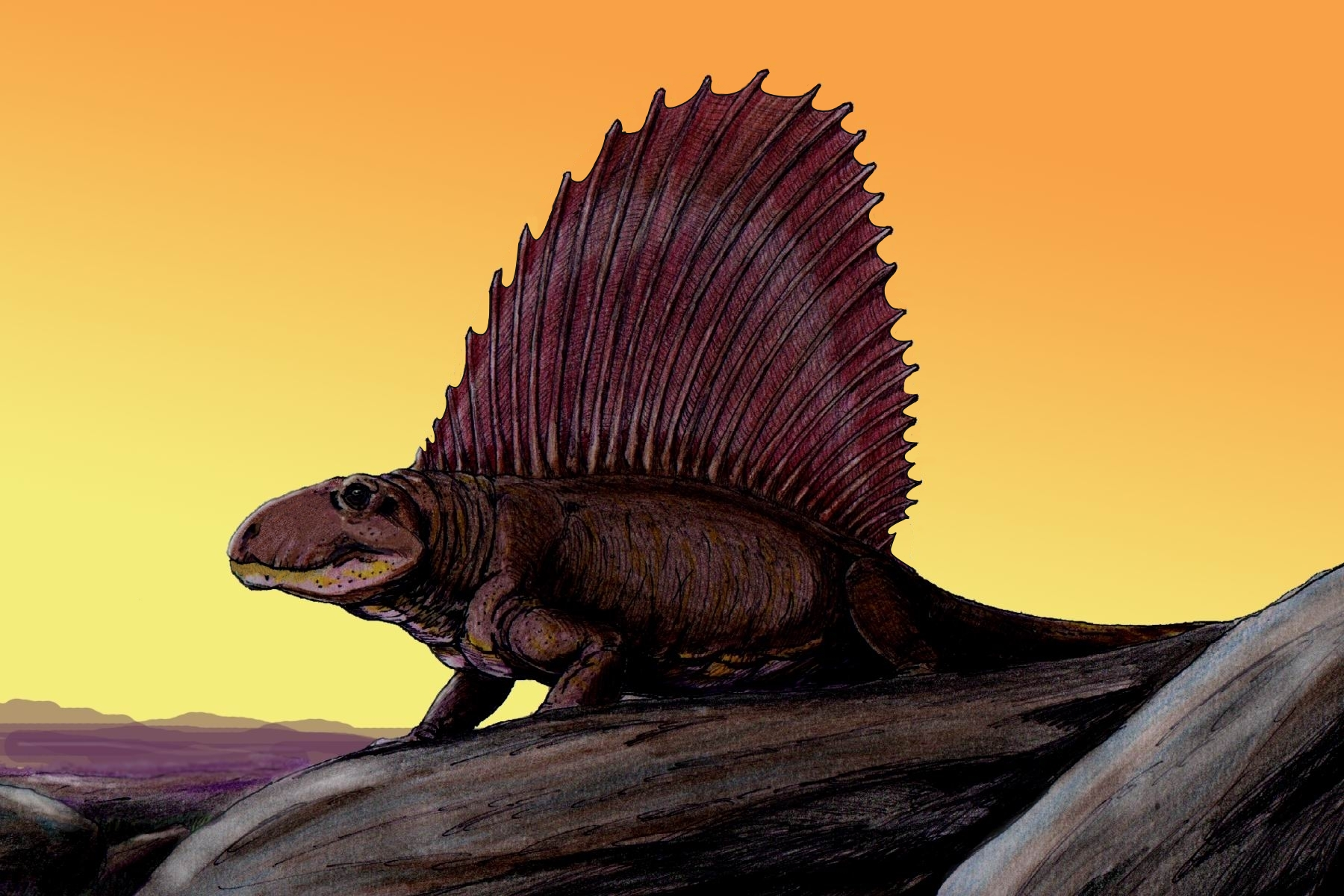
Künstlerische Darstellung des karnivoren Pelycosauriers Dimetrodon aus dem Unterperm

Im Gegensatz zu den abnehmenden CO2-Werten erreichte der Sauerstoffgehalt im späten Karbon die Rekordmarke von 33 bis 35 Prozent. Die hohe O2-Konzentration förderte das Größenwachstum verschiedener Gliederfüßer wie Arthropleura, barg jedoch die Gefahr großflächiger Waldbrände. Nachdem im Verlauf des Pennsylvaniums der Vegetationsumfang während der Glazialphasen mehrmals erhebliche Einbußen verzeichnete, erfolgte vor 305 Millionen Jahren im Kasimovium aufgrund des zunehmend ariden Klimas der weitgehende Zusammenbruch der in Äquatornähe angesiedelten Regenwälder (in der Fachliteratur: Carboniferous Rainforest Collapse). Im Zuge des ersten pflanzlichen Massenaussterbens wurden die tropischen Wälder bis auf einige Vegetationsinseln dezimiert, und ebenso verschwanden viele Feucht- und Sumpfgebiete. Vom Verlust dieser Biotope besonders betroffen waren Gliederfüßer, ein Großteil der Amphibien (Temnospondyli) und frühe Reptilien mit semiaquatischer Lebensweise. Durch die Fragmentierung der Lebensräume ging die Biodiversität der Landwirbeltiere (Tetrapoda) an der Karbon-Perm-Grenze deutlich zurück und blieb im frühen Perm zunächst niedrig, ehe im weiteren Verlauf die Artenvielfalt allmählich wieder zunahm.
Im Vergleich mit den anderen Glazialphasen des Phanerozoikums weist das Permokarbone Eiszeitalter eine Reihe von Besonderheiten auf, vor allem in seiner räumlichen und zeitlichen Gliederung: Mehrmals wechselten sich kleine Eiszentren mit Intervallen großräumigen Gletscherwachstums ab, gefolgt von weitgehend eisfreien Perioden. Eine paradoxe Situation verzeichnete das Mittlere Perm gegen Ende des Eiszeitalters, als große Teile Australiens – wahrscheinlich durch den Einfluss ozeanischer und atmosphärischer Zirkulationsmuster – über Jahrmillionen immer wieder von stabilen Eiskappen bedeckt waren, während in allen anderen Gebieten einschließlich der Südpolarregion längst keine nennenswerte Eisbedeckung mehr existierte.
Hauptursachen des Permokarbonen Eiszeitalters
- Geographische Lage: Die während des Karbons nur wenig veränderte Position der südlichen Regionen von Gondwana im Umkreis der Antarktis war ein wesentlicher Antrieb der Gletscherbildung, da polarnahes Festland schneller und effektiver vereist als offene Meereszonen und dieser Prozess durch die Eis-Albedo-Rückkopplung an Eigendynamik gewinnt.
- Kohlenstoffdioxid-Reduzierung: Die in der „Steinkohlenzeit“ des Karbons weiter zunehmende Vegetationsbedeckung führte zur Ausbreitung tief wurzelnder und das Erdreich aufspaltender Gewächse. Die Kombination von verstärkter Bodenerosion mit umfangreichen Inkohlungsprozessen entzog der Atmosphäre große Mengen an Kohlenstoff und bewirkte den Rückgang des atmosphärischen CO2 auf einen bis dahin einmaligen Tiefstwert.[61][62]
- Waldbrände: Bedingt durch den extrem hohen Sauerstoffgehalt traten im Oberen Karbon die wahrscheinlich verheerendsten Wald- und Flächenbrände der Erdgeschichte auf, mit der möglichen Nebenwirkung eines weltumspannenden, das Sonnenlicht dämpfenden Rauch- und Dunstnebels.[63]
- Plattentektonik: Nachdem sich vor etwa 310 Millionen Jahren die Großkontinente Laurussia und Gondwana zum Superkontinent Pangaea und damit zu einer riesigen Festlandsbarriere vereinigt hatten, stockte der Wasser- und Wärmeaustausch der äquatorialen Meeresströmungen, wodurch sich die herrschende Abkühlungstendenz weiter verstärkte.

### Das gegenwärtige Eiszeitalter
| ❮ | Ärathem             | System   | Serie      | Alter (mya)   |
| - | ------------------- | -------- | ---------- | ------------- |
| ❮ | K ä n o z o i k u m | Quartär  | Holozän    | 0 ⬍ 0,012     |
| ❮ | K ä n o z o i k u m | Quartär  | Pleistozän | 0,012 ⬍ 2,588 |
| ❮ | K ä n o z o i k u m | Neogen   | Pliozän    | 2,588 ⬍ 5,333 |
| ❮ | K ä n o z o i k u m | Neogen   | Miozän     | 5,333 ⬍ 23,03 |
| ❮ | K ä n o z o i k u m | Paläogen | Oligozän   | 23,03 ⬍ 33,9  |
| ❮ | K ä n o z o i k u m | Paläogen | Eozän      | 33,9 ⬍ 56     |
| ❮ | K ä n o z o i k u m | Paläogen | Paläozän   | 56 ⬍ 66       |
|   | früher              | früher   | früher     | älter         |

Das bis heute andauernde Känozoische Eiszeitalter (mit dem Quartären Eiszeitalter als jüngstem Abschnitt) begann mit der allmählichen Vergletscherung des Kontinents Antarktika am Beginn des Oligozäns. Vor etwa 2,7 bis 2,4 Millionen Jahren setzte im Umkreis der Pliozän-Pleistozän-Grenze die verstärkte Eisbildung auch in der Arktis ein. Ab diesem Zeitpunkt wechselten sich längere Kaltzeiten (Glaziale) mit kürzeren Warmzeiten (Interglaziale) ab.
Bis in das spätere Eozän waren Antarktika und Südamerika durch eine Landbrücke miteinander verbunden, ehe sich die Drakestraße zu öffnen begann. Aufgrund dieses tektonischen Prozesses entstand im Südpolarmeer der antarktische Zirkumpolarstrom, der Antarktika von der Zufuhr wärmeren Meerwassers abschnitt und wahrscheinlich einen weltweiten Abkühlungsprozess einleitete. Die Temperatur der Ozeane ging bis in tiefere Regionen um 4 bis 5 °C zurück, und die Meeresspiegelhöhe nahm innerhalb relativ kurzer Zeit um etwa 30 Meter ab. Gleichzeitig erfolgte ein steiler Abfall der atmosphärischen CO2-Konzentration um bis zu 40 Prozent. Die bei einem CO2-Schwellenwert um 600 ppm einsetzende Vereisung des südpolaren Festlands vor rund 34 Millionen Jahren markiert den Beginn des Känozoischen Eiszeitalters. Im Verlauf des Pliozäns erreichte der antarktische Eisschild seine heutige Ausdehnung von 14 Millionen km². In der Folgezeit und verstärkt seit Beginn des Quartärs nahm jedoch die Masse der Eisbedeckung ständig zu, bis zu einer Mächtigkeit von stellenweise 4500 Meter.
Durch die Entstehung der Landenge von Panama vor 2,76 Millionen Jahren bildete sich der Golfstrom, der fortan nicht nur warme Meeresströmungen nach Norden lenkte, sondern auch eine Zunahme der Luftfeuchtigkeit in den arktischen Regionen bewirkte. Nach gegenwärtigem Forschungsstand spielt der Einfluss des Golfstroms auf Vereisungsprozesse (mit erhöhtem Niederschlagspotenzial in der Arktis) allerdings nur eine untergeordnete Rolle. Überwiegend wird davon ausgegangen, dass die im frühen Quartär expandierende Vergletscherung der Arktis auf einen deutlichen Rückgang der weltweiten CO2-Konzentration zurückzuführen ist.

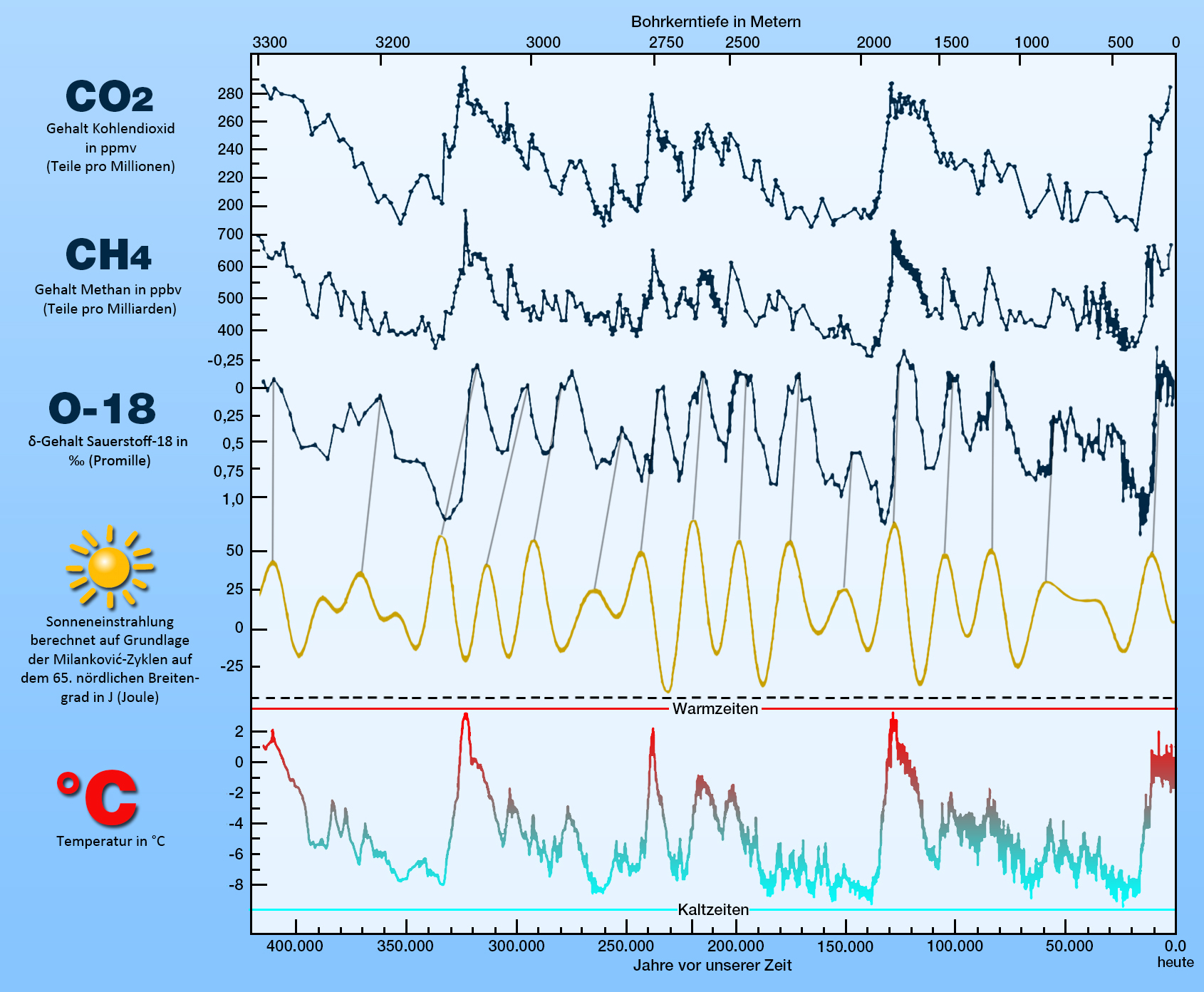
Klimaparameter der letzten 420.000 Jahre, bestimmt aus Eiskernanalysen der Wostok-Station in der Antarktis

Innerhalb des Quartären Eiszeitalters wechselten relativ warme mit sehr kalten Abschnitten. Die Kaltphasen waren geprägt von massiven Gletschervorstößen und umfassten deutlich längere Zeiträume als die Warmphasen, die durchschnittlich rund 15.000 Jahre dauerten. Aktuell beansprucht ein Zyklus von einer Warmzeit zur nächsten etwas mehr als 100.000 Jahre und ist damit an die gleich langen Veränderungen der Erdumlaufbahn (Exzentrizität) gekoppelt. Diese Periode trat in voller Ausprägung erstmals im frühen Mittelpleistozän vor rund 700.000 Jahren auf. Vorher – das heißt seit dem Beginn des Quartärs – betrug die Zyklusdauer lediglich 41.000 Jahre und korrelierte zu dieser Zeit mit den Schwankungen der Erdrotationsachse. Dieses „Umspringen“ auf einen längeren Warm-Kalt-Zyklus galt lange als eines der großen Rätsel der Quartärforschung. Eine neuere Studie, basierend auf der Analyse von Sedimentbohrkernen, postuliert als Hauptursache eine signifikante Abschwächung der Tiefenwasserzirkulation vor allem in den subpolaren Regionen des Südlichen Ozeans, wodurch im Vergleich zur Gegenwart 50 Prozent weniger Kohlenstoffdioxid aus der Tiefsee an die Meeresoberfläche und von dort in die Atmosphäre gelangte.
Für die letzten 800.000 Jahre wurden elf Interglaziale nachgewiesen. Die Dauer dieser Zwischeneiszeiten betrug im Normalfall etwa 10.000 bis 30.000 Jahre, lediglich für den Zeitraum der Marinen Isotopenstufe 11c (MIS 11c) werden maximal 40.000 Jahre veranschlagt. Während der letzten Kaltzeiten nahmen die Inlandeisschilde und Gebirgsgletscher erheblich an Umfang und Volumen zu und bedeckten schließlich etwa 32 Prozent des Festlands. Gegenwärtig sind nur etwa 10 Prozent der Kontinentalfläche von Gletschern bedeckt. Vor allem auf der Nordhalbkugel der Erde waren große Teile Europas, Asiens und Nordamerikas vergletschert. Viele Vereisungsspuren wie Trogtäler, Moränen und Gletscherschliffe haben sich dort bis heute erhalten.
Das aktuelle Interglazial, in der geologischen Zeitskala als Holozän verzeichnet, ist die jüngste Warmzeit des Känozoischen Eiszeitalters, mit einer bisherigen Dauer von etwa 11.700 Jahren. Auch in den wärmeren Epochen eines Eiszeitalters verharrt das Klima im erdgeschichtlichen Vergleich auf einem relativ kühlen Niveau. Die Eisbedeckung der Polarregionen und Hochgebirge bleibt meistens bestehen, Gletschervorstöße bis in mittlere Breiten werden hingegen zurückgebildet, und es herrscht in diesen Gebieten ein deutlich gemäßigtes Klima mit milderen Wintern.
Gegen Ende der letzten Kaltzeit und partiell im frühen Holozän wurde im Verlauf der Quartären Aussterbewelle ein großer Teil der Megafauna Amerikas, Eurasiens und Australiens ausgelöscht. Die Gründe für das Aussterben, welches auf verschiedenen Kontinenten zeitversetzt stattfand, sind Gegenstand einer wissenschaftlichen Kontroverse. In neueren Publikationen wird dem menschlichen Einfluss ein deutliches Übergewicht zugeschrieben.
Hauptursachen des Känozoischen Eiszeitalters
- Reduzierung des atmosphärischen Kohlenstoffdioxids: Die im Mittleren Eozän beginnende CO2-Verringerung aufgrund verschiedener kohlenstoffbindender Prozesse unterschritt in der zweiten Hälfte des Känozoikums mehrere Schwellenwerte, was zu einer beschleunigten Abkühlung und letztendlich zu großflächigen Vergletscherungen beider Polarregionen führte.
- Ozeanische Zirkulation: Die Entstehung des kalten Antarktischen Zirkumpolarstroms trug zusammen mit der exponierten geographischen Lage von Antarktika wesentlich zur Eisbedeckung des Kontinents bei.
- Milanković-Zyklen: Die relativ schwache, aber durch mehrere Rückkopplungen verstärkte Wirkung der sich über längere Zeiträume verändernden Erdbahnparameter gab den Anstoß für die periodisch auftretenden Warm- und Kaltzeiten während des Quartären Eiszeitalters.[71] Danach waren die Konzentrationsschwankungen von Kohlenstoffdioxid, Methan und Distickstoffoxid zu etwa einem Drittel am klimatischen Wechsel der Warm- und Kaltzeitzyklen beteiligt,[72] nach einer anderen Publikation sogar zur Hälfte.[73]

## Glazialphasen während eines Warmklimas
Während der ca. 541 Mio. Jahre des Phanerozoikums betrug der Anteil der mit diesem Äon verbundenen drei Eiszeitalter rund 30 Prozent, gemessen an der Gesamtdauer der Erdgeschichte (4,57 Mrd. Jahre) einschließlich der Kaltzeiten im Präkambrium ungefähr 11 bis 12 Prozent. Das schließt jedoch nicht aus, dass in den Polarregionen relativ umfangreiche Vergletscherungen über Zeiträume von mehreren 100.000 Jahren oder länger unter wärmeren Umweltbedingungen stattgefunden haben. Auch während einer Warmphase war das Klima nie wirklich stabil und häufig größeren und kleineren Schwankungen unterworfen, unter anderem durch tektonische Vorgänge wie Gebirgsbildungen (Orogenese) oder durch die Öffnung beziehungsweise Schließung von Meeresstraßen, jeweils verbunden mit einer Verlagerung, Intensivierung oder Abschwächung atmosphärischer und ozeanischer Zirkulationsmuster. Ausgeprägte Klimaveränderungen wurden auch vom Megavulkanismus verschiedener magmatischer Großprovinzen verursacht, zusätzlich bildeten Störungen des organischen Kohlenstoffzyklus in Wechselwirkung mit ozeanischen anoxischen Ereignissen einen wichtigen Klimafaktor. Daneben hinterließen die verschiedenen Komponenten der Milanković-Zyklen (Präzession, Ekliptikschiefe und Exzentrizität) zum Teil über mehrere hundert Millionen Jahre nachweisbare Klimasignale.
Im Mesozoikum (Erdmittelalter) und Känozoikum (Erdneuzeit) kommt eine Reihe von Zeitfenstern für die potenzielle Entstehung von Gletschern und Eiskappen in Frage. Für einen Teil konnten Vereisungsprozesse definitiv nachgewiesen werden, bei einem anderen Teil deuten lediglich Indizien auf eine mögliche Glazialphase hin.

### Jura

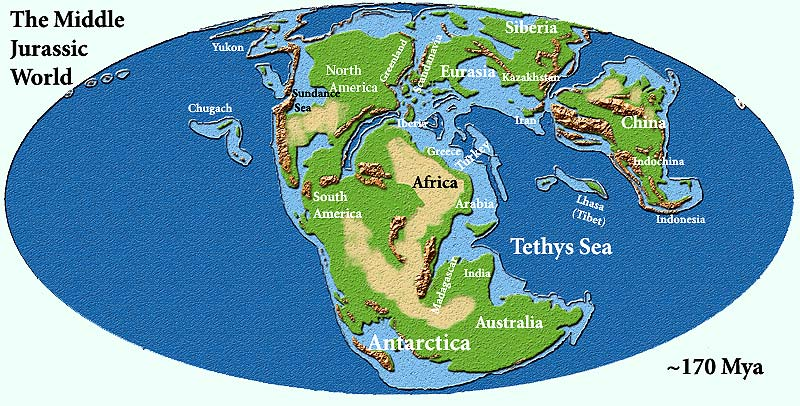
Anordnung der Kontinente im Mittleren Jura

An der Trias-Jura-Grenze (201,3 mya) ereignete sich in Verbindung mit dem fortschreitenden Zerfall des Superkontinents Pangaea eines der größten Massenaussterben des Phanerozoikums mit einem Artenschwund von etwa 70 Prozent. Entlang der Plattenränder des heutigen Nordamerikas und Europas entstanden ausgedehnte, bis nach Nordafrika reichende Grabenbrüche mit ersten marinen Ingressionen. Aus dieser Entwicklung, hin zur allmählichen Öffnung des späteren Zentralatlantiks, resultierte die Entstehung der 11 Millionen km² umfassenden Zentralatlantischen Magmatischen Provinz (englisch Central Atlantic Magmatic Province, abgekürzt CAMP), deren Flutbasalte zu den ergiebigsten der bekannten Erdgeschichte zählen. Weitere vulkanische Aktivitätszentren entstanden im Gebiet von Südafrika und Proto-Antarktika in Form der Karoo-Ferrar-Magmaausflüsse mit einer Hauptphase im Mittleren Jura. Diese Ereignisse waren mit einer stark erhöhten Ozeanbodenspreizungsrate verbunden, hatten nachhaltige klimatische Auswirkungen und führten in der Folge zu rasch verlaufenden Erwärmungs- und Abkühlungsphasen mit einer Dauer von jeweils 0,5 bis 1,0 Millionen Jahren.
Für den Übergangsbereich vom Mitteljura zum Oberjura beziehungsweise zwischen den chronostratigraphischen Stufen Callovium (166,1 bis 163,5 mya) und Oxfordium (163,5 bis 157,3 mya) konstatieren mehrere Studien nach Auswertung einer Reihe von Proxydaten eine rasche Abkühlung, den Abfall der Kohlenstoffdioxid-Konzentration von 700 ppm auf deutlich unter 500/400 ppm und eine damit verbundene Vergletscherung der polarnahen Regionen der nördlichen Hemisphäre. Andere Publikationen gehen von einer moderaten Abkühlung aus und halten in dem Zusammenhang die Existenz größerer Eiskappen für unwahrscheinlich. Ein wichtiges Indiz für das Auftreten einer Glazialphase sind die stark ausgeprägten Hebungen und Senkungen des Meeresspiegels, die aufgrund ihrer sehr raschen Abfolge tektonisch bedingte Änderungen des Ozeanbeckenvolumens in den meisten Fällen ausschließen. Die bisher umfassendste Untersuchung der ozeanischen Trends im Jura kommt zu dem Ergebnis, dass die prägnanten Meeresspiegelschwankungen (überwiegend im Bereich von 25 bis 75 Metern) ohne die Existenz großer Eisschilde rätselhaft bleiben.

### Kreide
Die 79 Millionen Jahren umfassende kreidezeitliche Periode gilt vor allem in populärwissenschaftlichen Publikationen als archetypisches Sinnbild eines permanenten Tropenklimas bis in höhere Breiten. Diese Sichtweise wird jedoch zunehmend in Frage gestellt, auch unter dem Aspekt, weil die CO2-Konzentration – über die gesamte Dauer der Kreide – zum Teil über- und im Hinblick auf ihre Schwankungsbreite unterschätzt wurde. Zwar kam es im Klimaoptimum der Oberen Kreide zur wahrscheinlich stärksten Treibhausphase des Phanerozoikums, auf die jedoch eine allmähliche Abkühlung über Millionen Jahre einsetzte, im Maastrichtium (72,0 bis 66,0 mya) aufgrund des Dekkan-Trapp-Vulkanismus mit abrupten Klimawechseln und zwei großen Abkühlungsintervallen bei 71,6 bis 69,6 mya und 67,9 bis 66,4 mya. Für diese Zeitabschnitte postulieren verschiedene Studien relativ übereinstimmend ein Kohlenstoffdioxid-Level von ca. 420 bis 650 ppm. Dies würde ungefähr jenem Schwellenwert entsprechen, bei dem an der Eozän-Oligozän-Grenze die Vergletscherung der Antarktis begann. Allerdings sind bei diesem Vergleich neben paläogeographischen Unterschieden und dem meridionalen Temperaturgradient eine Reihe weiterer Faktoren zu berücksichtigen. Prinzipiell werden jedoch eine saisonale Meereisbildung sowie die Eisbedeckung hochgelegener Festlandsregionen im Südpolarraum von einigen Studien nicht ausgeschlossen. Ohne direkte geologische Nachweise bleibt ein Vereisungsszenario im Maastrichtium vorerst auf den Rahmen von Modellierungen und theoretischen Erwägungen beschränkt.
Auch für die Unterkreide sind einige Abkühlungsphasen auf globaler Ebene gesichert, darunter drei kürzere Intervalle während des Valanginiums (139,3–133,9 mya) und des Hauteriviums (133,9–130,7 mya) sowie ein längerer Temperaturrückgang in der zweiten Hälfte des Aptiums (126,3–112,9 mya). Bis vor Kurzem wurde die Existenz von Gletschern im Umkreis dieser Zeiträume allgemein als unwahrscheinlich betrachtet. Eine 2019 veröffentlichte, breit angelegte geologische Untersuchung südaustralischer Regionen kommt hingegen zu dem Schluss, dass auf dem Kontinent im Verlauf der Unterkreide mehr oder minder ausgeprägte Gletscherbildungen stattfanden. Dieses Urteil basiert auf dem Nachweis von Tilliten, Dropstones, Diamiktit und Glendonitkristallen (siehe auch Ikait), die in unterschiedlichen stratigraphischen Schichten der frühen Kreide gefunden wurden und deren Entstehung zweifelsfrei auf glaziogene Prozesse zurückgeht.
Die in einer Studie getroffene Annahme einer südpolaren Inlandsvereisung im Umfang von maximal 60 Prozent des gegenwärtigen Antarktischen Eisschilds unter den tropischen Umweltbedingungen des Turoniums (93,9 bis 89,7 mya) wurde in der Wissenschaft kontrovers diskutiert und überwiegend abgelehnt.

### Eozän bis Miozän

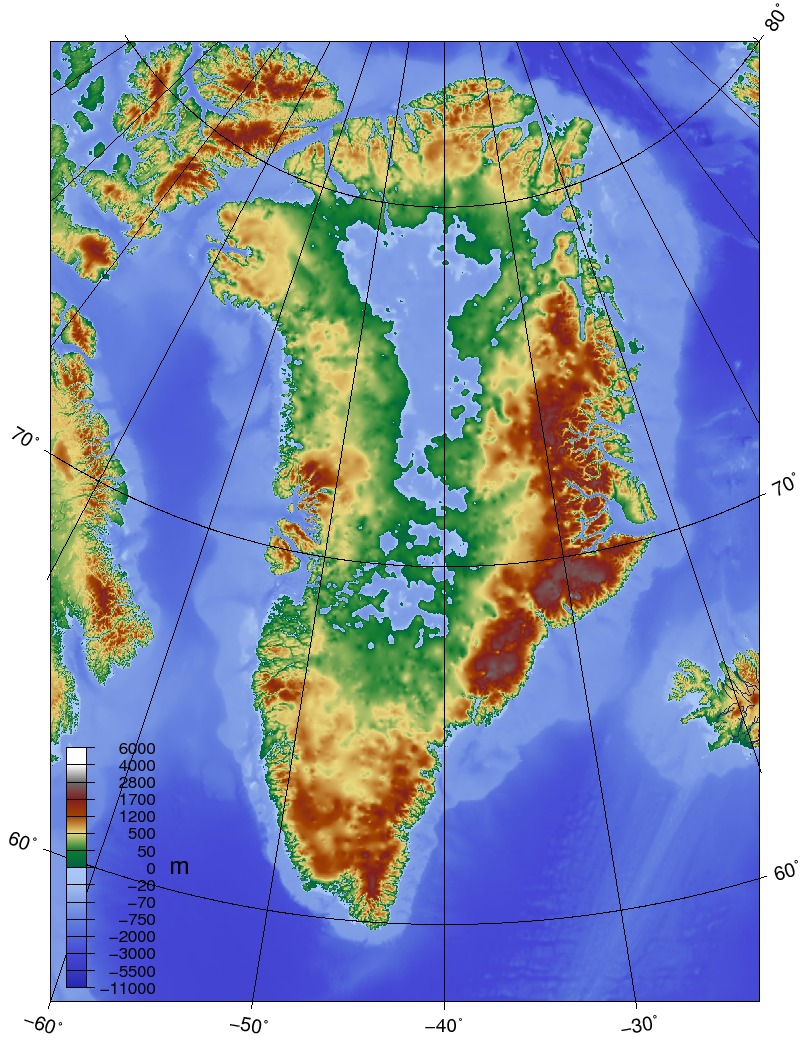
Topographische Darstellung Grönlands ohne Eisbedeckung

In der Fachliteratur wurde über längere Zeit die Auffassung vertreten, dass größere Gletscher- und Meereisbildungen in der Arktis erstmals nahe am Pliozän-Pleistozän-Übergang stattfanden (2,7 bis 2,4 mya). Inzwischen liefern neuere Untersuchungen eindeutige Hinweise auf unterschiedlich lange Vereisungsvorgänge, die erstmals kurz nach dem Klimaoptimum des Eozäns auftraten (48/47 mya) und sich in der Folgezeit mehrmals wiederholten. In welchem Ausmaß die damaligen nordpolaren Festlandsgebiete und insbesondere Grönland von Eisschichten bedeckt waren, ist eine derzeit noch offene Frage. Ein für die Arktis postulierter Temperaturrückgang vor 41 Millionen Jahren konnte auch für die Südpolregion nachgewiesen werden, wobei Antarktika offenbar bis zu dem Klimaeinschnitt an der Eozän-Oligozän-Grenze (33,9 mya) keine oder nur sehr begrenzte Gletscherbildungen verzeichnete. Hingegen deuten Funde von Dropstones grönländischer Herkunft in Tiefseesedimenten des Nordatlantiks auf die zeitweilige Existenz von Kontinentaleis vor 38 bis 30 Millionen Jahren auf Grönland hin.
Die Auswertung mariner Karbonate aus dem tropischen Pazifik anhand der stabilen Sauerstoff-Isotope 18O/16O unterstützt mehrere Abkühlungsszenarien für beide Pole vom Eozän bis in das frühe Oligozän. Analysen von Tiefsee-Bohrkernen aus der Framstraße und vor Südgrönland lassen vermuten, dass Grönland während der letzten 18 Millionen Jahre fast durchgehend eine Eisbedeckung aufwies. Allerdings sind das Volumen und die Ausdehnung der damaligen Eiskappen noch weitgehend ungeklärt, wobei die Existenz von Eisbergen (und damit auch die von Auslassgletschern) als gesichert gilt.

### Englischsprachige Werke
- William Ruddiman: Earth’s climate, past and future. W. H. Freeman, New York 2002, ISBN 0-7167-3741-8
- Fiona M. Hyden, Angela L. Coe: The Great Ice Age. The Open University, Walton Hall, Milton Keynes, 2nd Edition 2007, ISBN 978-0-7492-1908-6
- Raymond T. Pierrehumbert: Principles of Planetary Climate. Cambridge University Press, 2010, ISBN 978-0-521-86556-2.
- Raymond S. Bradley: Paleoclimatology. Reconstructing Climates of the Quaternary. Academic Press (Elsevier Inc.) Oxford, Amsterdam, Waltham, San Diego, Third Edition 2015, ISBN 978-0-12-386913-5.
- George R. McGhee Jr.: Carboniferous Giants and Mass Extinction. The Late Paleozoic Ice Age World. Columbia University Press, New York 2018, ISBN 978-0-231-18097-9.

### Deutschsprachige Werke
- Edmund Blair Bolles: Eiszeit. Wie ein Professor, ein Politiker und ein Dichter das ewige Eis entdeckten. Argon, Berlin 2000, ISBN 3-87024-522-0 (zur Forschungsgeschichte, insbesondere Louis Agassiz, Charles Lyell und Elisha Kent Kane)
- Christoph Buchal, Christian-Dietrich Schönwiese: Klima. Die Erde und ihre Atmosphäre im Wandel der Zeiten. Hrsg.: Wilhelm und Else Heraeus-Stiftung, Helmholtz-Gemeinschaft Deutscher Forschungszentren, 2. Auflage. Hanau 2012, ISBN 978-3-89336-589-0.
- Jürgen Ehlers: Das Eiszeitalter. Spektrum Akademischer Verlag, Heidelberg 2011, ISBN 978-3-8274-2326-9
- Jürgen Ehlers: Allgemeine und historische Quartärgeologie. Enke, Stuttgart 1994, ISBN 3-432-25911-5
- Wolfgang Fraedrich: Spuren der Eiszeit. Landschaftsformen in Europa. Springer, Berlin [u. a.] 2006, ISBN 3-540-61110-X
- Norman Henniges: Die Spur des Eises: eine praxeologische Studie über die wissenschaftlichen Anfänge des Geologen und Geographen Albrecht Penck (1858–1945). (= Beiträge zur regionalen Geographie. Band 69), Leipzig 2017, ISBN 978-3-7965-2439-4. (PDF)
- Josef Klostermann: Das Klima im Eiszeitalter. Schweizerbart, Stuttgart 1999, ISBN 3-510-65189-8
- Tobias Krüger: Die Entdeckung der Eiszeiten. Internationale Rezeption und Konsequenzen für das Verständnis der Klimageschichte. Schwabe, Basel 2008, ISBN 978-3-7965-2439-4 (Wissenschaftsgeschichte)
- Hansjürgen Müller-Beck: Die Eiszeiten. Naturgeschichte und Menschheitsgeschichte. Beck, München 2005, ISBN 3-406-50863-4 (knappe Einführung)
- Christian-Dietrich Schönwiese: Klimatologie. 4., überarbeitete und aktualisierte Auflage. UTB, Stuttgart 2013, ISBN 978-3-8252-3900-8.
- Roland Walter: Erdgeschichte. Die Entstehung der Kontinente und Ozeane. 5. Auflage. de Gruyter, Berlin/New York 2003, ISBN 3-11-017697-1